# Jerome Karle
Jerome Karle (New York, 18 juni 1918 – Annandale (Virginia) 6 juni 2013) was een Amerikaans fysisch scheikundige. Hij ontving de Nobelprijs voor Scheikunde in 1985 samen met Herbert A. Hauptman voor hun ontwikkeling van directe methodes voor de bepaling van kristalstructuren.

## Biografie
Karle werd geboren in het New Yorkse stadsdeel Brooklyn als zoon van Sadie Helen (Kun) en Louis Karfunkle. Hij bezocht de Abraham Lincoln High School in Brooklyn. Hij kwam uit een kunstzinnige joodse familie. In zijn jeugd speelde hij piano, ondersteund door zijn moeder die een excellent pianiste en organiste was. Aansluitend ging hij naar het City College of New York waar hij in 1937 zijn bachelor in scheikunde en biologie behaalde. Het jaar daarop verkreeg hij zijn mastergraad aan de Harvard-universiteit.
Onderdeel van zijn plan om genoeg geld bijeen te krijgen voor verdere studies nam Karle een baan aan in Albany bij de New York State Department of Health. Hier ontwikkelde hij een methode om opgeloste fluorniveaus te meten, een techniek die later standaard werd voor waterfluoridering.
In 1940 schreef hij zich in bij de Universiteit van Michigan, waar hij ook zijn toekomstige echtgenote ontmoette tijdens hun eerste les fysische scheikunde. In 1942 trad hij met deze Isabella Helen Lugoski in het huwelijk. Hoewel hij zijn studie reeds in 1943 afrondde promoveerde hij pas het jaar erop.
Nadat ze hun promotie hadden voltooid werkten Jerome en Isabelle beide in Chicago aan de ontwikkeling van de atoombom als onderdeel van het Manhattanproject. Hun werk concentreerde op de scheikundige scheiding en zuivering van plutonium. In 1944 keerde Karle terug naar de Universiteit van Michigan, waar hij werkte aan een project van het United States Naval Research Laboratory. In 1946 verhuisden ze naar Washington om te werken voor het marine onderzoekslaboratorium.
Samenwerkend met de wiskundige Herbert A. Hauptman ontwikkelde Karle een wiskundige aanpak voor kristallografie, de zogenaamde "directe methodes". Hun techniek liet toe de fase van röntgenstralen gediffracteerd door kristallen direct te berekenen zodat hiermee de driedimensionale structuur af te leiden van chemische substanties. Voor dit werk werden Karle en Hauptman in 1985 onderscheiden met de Nobelprijs.
1901: Van 't Hoff ·
1902: E. Fischer ·
1903: Arrhenius ·
1904: Ramsay ·
1905: Baeyer ·
1906: Moissan ·
1907: Buchner ·
1908: Rutherford ·
1909: Ostwald ·
1910: Wallach ·
1911: Curie ·
1912: Grignard, Sabatier ·
1913: Werner ·
1914: Richards ·
1915: Willstätter ·
1918: Haber ·
1920: Nernst ·
1921: Soddy ·
1922: Aston ·
1923: Pregl ·
1925: Zsigmondy ·
1926: Svedberg ·
1927: Wieland ·
1928: Windaus ·
1929: Harden, Euler-Chelpin ·
1930: H. Fischer · 
1931: Bosch, Bergius ·
1932: Langmuir ·
1934: Urey ·
1935: F. Joliot-Curie, I. Joliot-Curie ·
1936: Debye ·
1937: Haworth, Karrer ·
1938: Kuhn ·
1939: Butenandt, Ružička ·
1943: Hevesy · 
1944: Hahn ·
1945: Virtanen ·
1946: Sumner, Northrop, Stanley ·
1947: Robinson · 
1948: Tiselius · 
1949: Giauque ·
1950: Diels, Alder ·
1951: McMillan, Seaborg ·
1952: Martin, Synge ·
1953: Staudinger ·
1954: Pauling ·
1955: Vigneaud ·
1956: Hinshelwood, Semjonov ·
1957: Todd ·
1958: Sanger ·
1959: Heyrovský ·
1960: Libby ·
1961: Calvin ·
1962: Perutz, Kendrew ·
1963: Ziegler, Natta ·
1964: Hodgkin ·
1965: Woodward ·
1966: Mulliken ·
1967: Eigen, Norrish, Porter ·
1968: Onsager ·
1969: Barton, Hassel ·
1970: Leloir ·
1971: Herzberg ·
1972: Anfinsen, Moore, Stein · 
1973: E.O. Fischer, Wilkinson · 
1974: Flory ·
1975: Cornforth, Prelog ·
1976: Lipscomb ·
1977: Prigogine · 
1978: Mitchell ·
1979: Brown, Wittig ·
1980: Berg, Gilbert, Sanger ·
1981: Fukui, Hoffmann ·
1982: Klug ·
1983: Taube ·
1984: Merrifield ·
1985: Hauptman, Karle ·
1986: Herschbach, Lee, Polanyi ·
1987: Cram, Lehn, Pedersen ·
1988: Deisenhofer, Huber, Michel ·
1989: Altman, Cech ·
1990: Corey ·
1991: Ernst ·
1992: Marcus ·
1993: Mullis, Smith ·
1994: Olah ·
1995: Crutzen, Molina, Rowland ·
1996: Curl, Kroto, Smalley ·
1997: Boyer, Walker, Skou ·
1998: Kohn, Pople ·
1999: Zewail ·
2000: Heeger, MacDiarmid, Shirakawa ·
2001: Knowles, Noyori, Sharpless ·
2002: Fenn, Tanaka, Wüthrich ·
2003: Agre, MacKinnon ·
2004: Ciechanover, Hershko, Rose ·
2005: Grubbs, Schrock, Chauvin ·
2006: Kornberg ·
2007: Ertl ·
2008: Shimomura, Chalfie, Tsien ·
2009: Steitz, Yonath, Ramakrishnan ·
2010: Heck, Negishi, Suzuki ·
2011: Shechtman ·
2012: Kobilka, Lefkowitz ·
2013: Karplus, Levitt, Warshel ·
2014: Betzig, Hell, Moerner ·
2015: Lindahl, Modrich, Sancar ·
2016: Sauvage, Stoddart, Feringa ·
2017: Dubochet, Frank, Henderson · 
2018: Arnold, Winter, Smith ·   
2019: Goodenough, Whittingham, Yoshino ·
2020: Charpentier, Doudna ·
2021: List, MacMillan ·
2022: Bertozzi, Meldal, Sharpless ·
2023: Bawendi, Brus, Jekimov ·
2024: Baker, Hassabis, Jumper